# Octomeria minor
Octomeria minor là một loài lan đặc hữu của the Guyanas.

## Hình ảnh

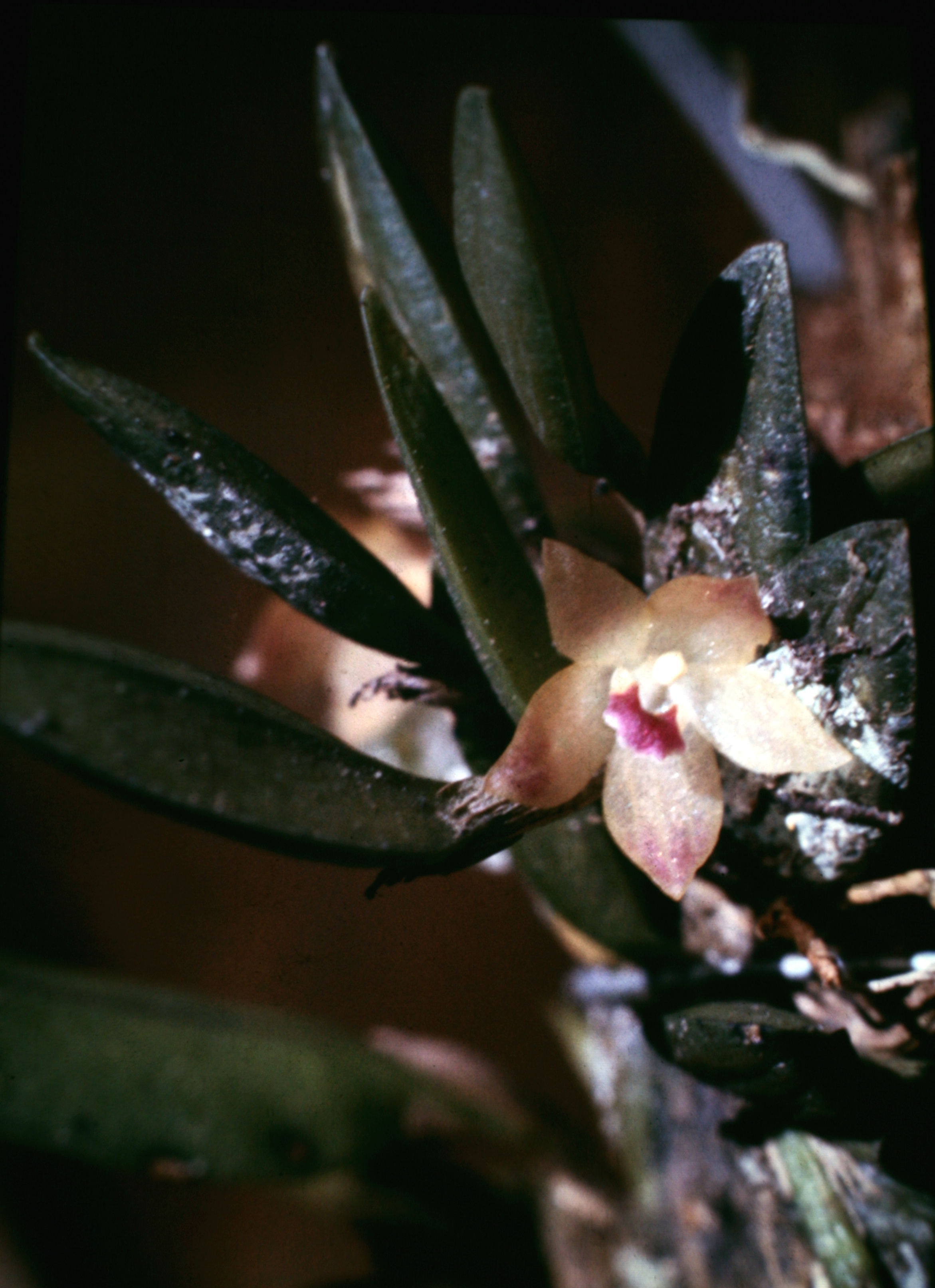